# Circus Mircus
Circus Mircus — грузинская прогрессив-рок-группа, в настоящее время состоящая из четырёх участников. Группа в основном играет экспериментальную музыку, смешивая множество жанров, каждый из которых представляет собой жизненный опыт и «внутренний мир» каждого участника. Представили Грузию на Евровидении 2022, где во втором полуфинале не прошли в финал.

## История группы
Группа была сформирована в конце 2020 года в Тбилиси, когда трое выпускников местной цирковой академии подружились и покинули академию, чтобы создать собственную группу. По словам одного из участников группы, троица «была недостаточно хороша, [мы] были, вероятно, худшими в команде, [и] поэтому мы подружились».
14 ноября 2021 года было объявлено, что группа выбрана Общественным вещанием Грузии для участия в конкурсе песни «Евровидение 2022».

## Состав
На Евровидении участники группы выступали под псевдонимами, после чего раскрыли свои настоящие имена.
- Ника Кочаров (Игор фон Лихтенштейн) — гитара, вокал
- Арчил Сулаквелидзе (Яго Вайтман) — вокал, клавишные
- Сандро Сулаквелидзе (Бавонц Геворкян) — ударные
- Шота Дарахвелидзе (Людвиг Рамирес) — бас-гитара